# Hazel Daly
Hazel Daly (1895-1987) est une actrice américaine du cinéma muet.

## Biographie
Hazel Daly est née le 8 octobre 1895 à Chicago. Elle est actrice de cinéma entre 1915 et 1921. Elle se marie avec le réalisateur Harry Beaumont qui la fait tourner dans plusieurs de ses films, et avec qui elle a deux filles. Elle meurt le 2 janvier 1987 à Santa Monica en Californie à l'âge de 91 ans, et est enterrée au  	
Forest Lawn Memorial Park à Glendale

## Filmographie
- 1915 : Boys Will Be Boys
- 1915 : The Tenderfoot's Triumph
- 1915 : The Impersonation of Tom
- 1916 : Shooting Up the Movies
- 1917 : Son habit
- 1917 : A Four Cent Courtship
- 1917 : Satan's Private Door
- 1917 : Son bluff
- 1917 : Son fils (Skinner's Baby) de Harry Beaumont
- 1917 : Filling His Own Shoes
- 1917 : Mr. Pringle and Success
- 1917 : A Corner in Smiths

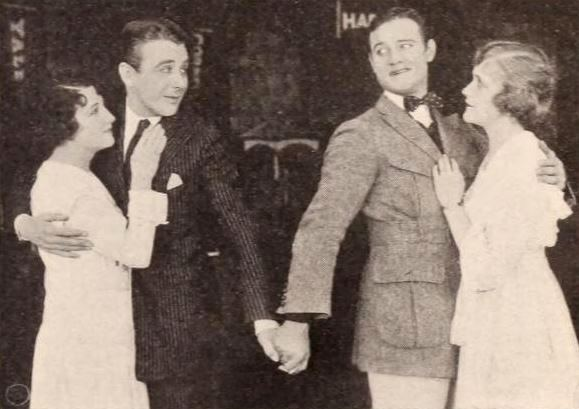
Hazel Daly (à gauche) dans Entre l'amour et l'amitié (Brown of Harvard) (1918)

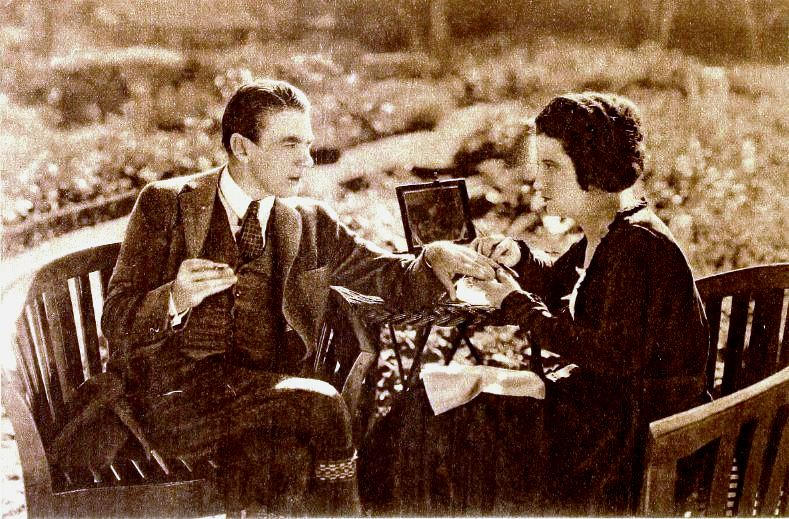
Hazel Daly et Tom Moore dans Le Joyeux Lord Quex (1919)

- 1918 : Entre l'amour et l'amitié (Brown of Harvard) de Harry Beaumont
- 1919 : Le Joyeux Lord Quex (The Gay Lord Quex) de Harry Beaumont
- 1919 : Les drames d'une expédition polaire
- 1919 : The Little Rowdy
- 1920 : Au voleur ! (Stop Thief) de Harry Beaumont